# أرزية أوروبية
الأرزية الأوروبية أو لارقس منفض أو لاریس اوروبا (الاسم العلمي: Larix decidua) نوع شجري يتبع جنس الأرزية من الفصيلة الصنوبرية.

## البيئة والانتشار
موطنه جبال أوروبا.